# Planemo

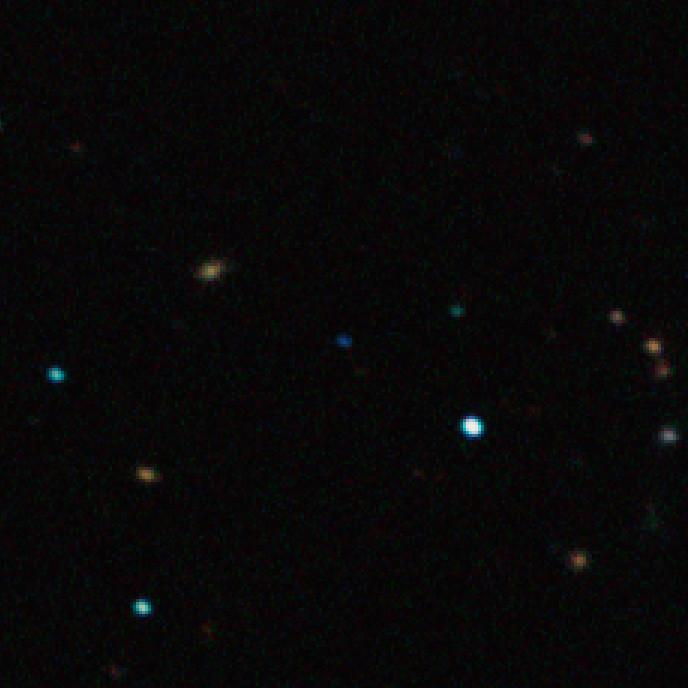
imagem infravermelha do planemo CFBDSIR 2149-0403 (ponto azul fraco no centro).

Objeto de massa planetária (do inglês: planetary-mass object, abreviado como planemo), é um nome coletivo dado para corpos celestes que possuem massa maior que a de corpos pequenos (asteroides e cometas) e menor que as de anãs marrons, mas não tão grandes a ponto de gerar reações nucleares como as que ocorrem em estrelas. O termo "planemo" também pode ser usado para designar objetos que vagam pela galáxia sem orbitar as estrelas, designando todos os corpos celestes menos massivos que uma estrela mas grandes o suficiente para conseguiram tomar um formato esférico. Esse termo foi oficializado pela comunidade científica em outubro de 2007.

## Problemas com a definição e termos adicionais

### Etimologia
O termo "planemo" foi proposto por Gibor Basri, professor de astronomia na Universidade de Berkeley na Califórnia, para a União Astronômica Internacional com o objetivo de ajudar a esclarecer a nomenclatura dos corpos celestes. Naquela época, o mundo da astronomia estava passando por um debate sobre o que de fato é um planeta. Sob a definição de Basri, um planemo seria um objeto, arredondado por sua própria gravidade, cujo núcleo não passaria por uma fusão de reação nuclear durante sua existência, independentemente de sua órbita. A definição de planeta seria "um planemo que orbita um fusor"; e pensava-se que esta seria a solução para o debate.

### Problemas com a definição
Objetos que não podem ser atribuídos a qualquer sistema estelar eram antes classificados como "planetas" sem problemas adicionais. Até agora, nenhuma definição geralmente aceita e nenhum nome comum para esses objetos foi exatamente estabelecido em pesquisa. No entanto, em documentários, pesquisas, jornais e revistas científicas, os termos "planeta solitário", "planeta órfão" ou "planemo" costumam ser utilizados para se referir a objetos planetários que não orbitam quaisquer objetos luminosos.

## Visibilidade e estimativa
Os planetas que vagam livremente pelo universo são muito difíceis de se encontrar porque não brilham na luz visível, não refletem a luz e não são detectáveis por sua influência gravitacional em uma estrela. Mas com telescópios infravermelhos, entretanto, devido às suas próprias emissões de calor, alguns candidatos para tais objetos na galáxia conseguiram ser descobertos. Acredita-se que há quase duas vezes mais planetas solitários do que a quantidade de estrelas na Via Láctea, ou seja, se há cerca de 100-300 bilhões de estrelas na galáxia, isso implica dizer que há em torno de 400 bilhões de planetas que vagam livremente.
Uma estimativa semelhante foi feita para uma galáxia a cerca de 3,8 bilhões de anos-luz de distância, que foi estudada de perto através uma lente gravitacional entre a Terra e o Quasar RX J1131-1231.